# Ragnhild Larsen
Ragnhild Elisabeth Larsen, posteriorment Ragnhild Hulth, (Oslo, 16 de març de 1900 - Oslo, 12 de novembre de 1969) va ser una saltadora noruega que va competir en els anys posteriors a la Primera Guerra Mundial.
El 1920 va prendre part en els Jocs Olímpics d'Anvers, on va disputar la prova de palanca de 10 metres del programa de salts. Quedà eliminada en la primera ronda.